# Pseudosmittia
Pseudosmittia är ett släkte av tvåvingar som beskrevs av Edwards 1932. Pseudosmittia ingår i familjen fjädermyggor.

## Dottertaxa tillPseudosmittia, i alfabetisk ordning[1][2]
- Pseudosmittia aizaiensis
- Pseudosmittia albipennis
- Pseudosmittia angusta
- Pseudosmittia arenaria
- Pseudosmittia avicularia
- Pseudosmittia azoricus
- Pseudosmittia baueri
- Pseudosmittia bilobulata
- Pseudosmittia bothnica
- Pseudosmittia brachydicrana
- Pseudosmittia brevicornis
- Pseudosmittia brevitarsis
- Pseudosmittia capicola
- Pseudosmittia conigera
- Pseudosmittia conjuncta
- Pseudosmittia curticosta
- Pseudosmittia danconai
- Pseudosmittia digitata
- Pseudosmittia dupia
- Pseudosmittia duplicata
- Pseudosmittia flava
- Pseudosmittia forcipata
- Pseudosmittia forcipatus
- Pseudosmittia fusivenosa
- Pseudosmittia gracilis
- Pseudosmittia guineensis
- Pseudosmittia hamata
- Pseudosmittia harrisoni
- Pseudosmittia hexalobus
- Pseudosmittia hibaraundecima
- Pseudosmittia hirtella
- Pseudosmittia holsata
- Pseudosmittia imperfecta
- Pseudosmittia insulsa
- Pseudosmittia invaginata
- Pseudosmittia itachisecunda
- Pseudosmittia jemtlandica
- Pseudosmittia jintuoctava
- Pseudosmittia joaquimvenancioi
- Pseudosmittia kamicedea
- Pseudosmittia kamiquarta
- Pseudosmittia kisotriangulata
- Pseudosmittia kraussi
- Pseudosmittia latifurca
- Pseudosmittia littoralis
- Pseudosmittia longicrus
- Pseudosmittia macrobranchia
- Pseudosmittia maculiventris
- Pseudosmittia mahensis
- Pseudosmittia mathildae
- Pseudosmittia mediocarinata
- Pseudosmittia melanostolus
- Pseudosmittia micronesia
- Pseudosmittia nanseni
- Pseudosmittia neobilobulata
- Pseudosmittia neohamata
- Pseudosmittia nishiharaensis
- Pseudosmittia obtusa
- Pseudosmittia oxoniana
- Pseudosmittia palauensis
- Pseudosmittia paraconjucta
- Pseudosmittia pluriserialis
- Pseudosmittia rectangularis
- Pseudosmittia rectilobus
- Pseudosmittia remigula
- Pseudosmittia restricta
- Pseudosmittia rivulorum
- Pseudosmittia rostriformis
- Pseudosmittia rotunda
- Pseudosmittia ruttneri
- Pseudosmittia schachti
- Pseudosmittia scotica
- Pseudosmittia seiryuquerea
- Pseudosmittia setavena
- Pseudosmittia simplex
- Pseudosmittia smolandica
- Pseudosmittia strenzkei
- Pseudosmittia subnigra
- Pseudosmittia tenebrosa
- Pseudosmittia terrestris
- Pseudosmittia tobaduovicesima
- Pseudosmittia tobaunvicesima
- Pseudosmittia togadistalis
- Pseudosmittia tokaraneoa
- Pseudosmittia topei
- Pseudosmittia toyanigra
- Pseudosmittia triangula
- Pseudosmittia trilobata
- Pseudosmittia vicana
- Pseudosmittia virgo
- Pseudosmittia virgomontana
- Pseudosmittia wulfi
- Pseudosmittia yakytaira
- Pseudosmittia yapensis